# باشگاه فوتبال لیورپول (مونته‌ویدئو)
باشگاه فوتبال لیورپول (انگلیسی: Liverpool Fútbol Club) یک باشگاه فوتبال است که در شهر مونته‌ویدئو کشور اروگوئه پایه‌گذاری شده است.